# Crise política na Geórgia em 2020–2021
A crise política georgiana de 2020-2021 foi uma crise política na Geórgia que resultou das alegações dos partidos de oposição de que as eleições parlamentares de 2020 foram fraudadas. A oposição acusou o partido governante Sonho Georgiano de fraude eleitoral e não reconheceu os resultados, também anunciaram protestos e boicote parlamentar. A oposição realizou um comício em 1 de novembro, um dia após as eleições, e pediu eleições parlamentares antecipadas. Em 2 de novembro, os oito partidos de oposição se recusaram a entrar no parlamento. Em fevereiro de 2021, o primeiro-ministro Giorgi Gakharia renunciou devido aos planos de prender o líder da oposição Nika Melia, o que ocorreu em 23 de fevereiro.

## Protestos
Em 1 de novembro, um dia após as eleições parlamentares, os partidos de oposição e organizações da sociedade civil acusaram a Comissão Eleitoral Central de falsificar os resultados eleitorais em favor do partido no poder, Sonho Georgiano, e começaram a protestar contra a suposta fraude eleitoral. Durante os protestos, o candidato majoritário do Movimento Nacional Unido pelo distrito eleitoral de Gldani, Nika Melia, retirou a pulseira de monitoramento que havia sido obrigado a usar por decisão judicial, afirmando que "este é o símbolo da injustiça". Melia foi acusado de organizar ou gerenciar violência em grupo ou de participar dela após os protestos de 2019. Em 28 de junho de 2019, o Tribunal da Cidade de Tbilisi decidiu não condená-lo à prisão preventiva, mas obrigou Melia a usar uma pulseira eletrônica para ser monitorado.
Em 3 de novembro de 2020, todos os oito partidos de oposição que receberam mandatos parlamentares assinaram uma declaração conjunta renunciando a seus assentos no parlamento. Além disso, boicotaram o segundo turno das eleições e pediram aos eleitores que se abstivessem. Outros doze partidos da oposição, que não conseguiram entrar no órgão legislativo, também aderiram ao acordo.
A oposição realizou comícios e manifestações diárias em Tbilisi e outras regiões. Em 8 de novembro, os comícios foram realizados em Tbilisi, Batumi, onde muitas pessoas se mobilizaram, apelando ao Sonho Georgiano para a realização de eleições repetidas. Os membros do Sonho Georgiano afirmaram que a eleição foi justa e competitiva, e que não houve fraude. As organizações internacionais também reconheceram os resultados das eleições. Um comício de grande porte foi realizado em 14 de novembro, bem como nos dias 17 e 18 de novembro, quando o Secretário de Estado dos EUA, Mike Pompeo, esteve na Geórgia. Em 26 de novembro, o primeiro-ministro da Geórgia, Giorgi Gakharia, anunciou um plano de restrição nacional em grande escala, com duração de dois meses, a partir de 28 de novembro, para retardar uma segunda onda de ressurgimento do surto de COVID-19 no país. Depois disso, os comícios foram interrompidos e o foco mudou para as negociações.

## Negociações
Após a manifestação de 8 de novembro, o governo da Geórgia iniciou negociações com a oposição. Várias rodadas de conversações  foram realizadas já em novembro, mas as partes não conseguiram chegar a um acordo. As negociações continuaram em dezembro e organizações internacionais estiveram envolvidas  desta vez. Certas questões foram acordadas, mas algumas ainda estavam sem solução. Ao mesmo tempo, o presidente da Geórgia escolheu 11 de dezembro como a data para o novo parlamento realizar a primeira sessão. O Sonho Georgiano queria chegar a um acordo para que a oposição entrasse no parlamento nesta altura, mas falhou, e o parlamento da 10.ª convocação começou a trabalhar unilateralmente. Depois disso, a oposição novamente se recusou a entrar no parlamento. Ao mesmo tempo, os representantes da oposição pediram ao parlamento que cancelasse seus mandatos, o que significava que a oposição não estaria no parlamento até as novas eleições, ou seja, até 2024.

## O início do fim do boicote
O ano de 2020 terminou de tal maneira que nenhum dos deputados da oposição entrou no parlamento. Em 5 de janeiro de 2021, quatro empresários da lista proporcional da Aliança dos Patriotas ingressaram no Parlamento, substituindo os três primeiros colocados na lista do partido – Irma Inashvili, Giorgi Lomia e Gocha Tevdoradze, cujos pedidos de anulação de seus mandatos parlamentares haviam sido deferidos pelo Parlamento no dia anterior. Eles fundaram os Socialistas Europeus, que se tornou o primeiro partido da oposição na 10.ª convocação do Parlamento georgiano.
Após os Socialistas Europeus, o partido Cidadãos, que estava em desacordo com o restante da oposição que boicotava o partido, iniciou negociações separadas com o partido no poder e concordou em abandonar o boicote da oposição e ingressar no Parlamento após assinar o acordo de reforma eleitoral com o Sonho Georgiano. A decisão dos Cidadãos foi criticada por outros partidos da oposição. A maior parte da oposição continuou a boicotar e a exigir novas eleições. O partido governante declarou que a suspensão do status de deputado para outros legisladores da oposição seria votada somente após a quinta rodada de negociações eleitorais entre o partido no poder Sonho Georgiano e a oposição.

## Prisão de Nika Melia
Após o parlamento não suspender os mandatos dos parlamentares oposicionistas em 1 de fevereiro, a oposição chamou o Sonho Georgiano de "um partido fraco e covarde" que temia as consequências. Enquanto isso, o tribunal aumentou a fiança de Nika Melia, presidente do Movimento Nacional Unido, após ele ter retirado a pulseira de monitoramento em 1 de novembro. Melia se recusou a pagar a fiança, apesar dos inúmeros avisos sobre a violação da lei. Em 17 de fevereiro, o tribunal o condenou à prisão. O próprio Nika Melia estava no escritório do Movimento Nacional Unido e apelou ao apoio da população, afirmando que sua acusação tinha motivação política. As organizações internacionais apelaram ao Sonho Georgiano para que não tomasse novas medidas para evitar mais polarização; ao mesmo tempo, partidários mobilizaram-se perto do escritório do Movimento Nacional Unido. Em 18 de fevereiro, o primeiro-ministro da Geórgia, Giorgi Gakharia, renunciou, afirmando que não concordava com o Sonho Georgiano, que não era o momento certo para a detenção de Melia e que a rivalidade dentro do país representava sérias ameaças de desestabilização. O Ministério do Interior decidiu adiar a operação, mas apenas temporariamente, após a situação ter sido neutralizada. O partido governista Sonho Georgiano apoiou Irakli Garibashvili para substituir Gakharia, e o Parlamento votou por 89 a 2 para nomear Garibashvili em 22 de fevereiro. Em 23 de fevereiro, a polícia invadiu o escritório do Movimento Nacional Unido e prendeu Melia. A oposição retomou os protestos e a crise política se agravou ainda mais.

## Mediação e acordo da UE
Em março de 2021, o presidente do Conselho Europeu, Charles Michel, visitou a Geórgia e participou das negociações entre o primeiro-ministro Irakli Garibashvili e a oposição. Michel e o Alto Representante da União Europeia, Josep Borrell, nomearam o diplomata sueco Christian Danielsson como enviado da UE para mediar as negociações sobre a crise política no país. Michel também se encontrou com o primeiro-ministro georgiano Irakli Garibashvili em Bruxelas no final daquele mês, e outros líderes políticos em Tbilisi em abril de 2021. A mediação europeia acabou levando, em abril de 2021, a um acordo entre a oposição e o partido governista, que estipulou eleições parlamentares antecipadas se o partido governista Sonho Georgiano obtivesse menos de 43% dos votos nas eleições locais de outubro de 2021. O acordo também previa outras reformas eleitorais e judiciais. O tribunal libertou Nika Melia da prisão em 10 de maio como resultado do acordo. A fiança de Nika Melia – 40 000 GEL foi transferida pela União Europeia em 8 de maio, e o Ministério Público apresentou uma moção para substituir a prisão preventiva de Melia por uma libertação sob fiança em 9 de maio. A Delegação da União Europeia na Geórgia declarou em um comunicado em 8 de maio: "Hoje, uma fiança no valor de 40.000 GEL foi paga para permitir a libertação do Sr. Melia da prisão preventiva. Isso segue o entendimento alcançado pelos partidos políticos em 19 de abril de 2021, no contexto do acordo mediado pela UE. Gostaríamos de agradecer calorosamente a duas organizações independentes que concordaram em oferecer seu valioso apoio neste processo: o Fundo Europeu para a Democracia (EED), que disponibilizou os fundos, e a Associação de Jovens Advogados da Geórgia, que transferiu esses fundos às autoridades."
O acordo marcou o final da crise política. A maioria dos partidos assinou o acordo, e os deputados eleitos da oposição retomaram seus mandatos parlamentares, que haviam recusado até então. No entanto, posteriormente, o maior partido da oposição, o Movimento Nacional Unido, recusou-se a aderir ao acordo e o partido no poder retirou-se, alegando que o acordo não atingiu seus objetivos. Alguns sugeriram que isso poderia reabrir a crise política.

## Desenvolvimentos posteriores
O ex-presidente da Geórgia, Mikheil Saakashvili, que deixou a Geórgia em 2013 e foi condenado pelo Tribunal da Cidade de Tbilisi a seis anos de prisão à revelia por abuso de poder, peculato e envolvimento na tentativa de assassinato de um parlamentar da oposição, anunciou seu retorno à Geórgia em 1 de outubro de 2021, véspera das eleições locais. Ele foi preso em Tbilisi, após cruzar ilegalmente a fronteira. O Sonho Georgiano venceu as eleições locais, um resultado que a oposição classificou como fraudulento e prometeu protestar, enquanto Saakashvili iniciou uma greve de fome em protesto contra a sua prisão.
Em resposta a esses acontecimentos, a presidente Salome Zourabichvili anunciou um processo para "encontrar maneiras de chegar a um entendimento comum da história recente, para ajudar a curar as feridas do passado e seguir em frente". Este processo, que ela chamou de Processo do Acordo Nacional, recebeu a bênção da Igreja Ortodoxa Georgiana e foi inaugurado em 16 de dezembro de 2021 durante uma recepção de partidos políticos realizada no Palácio Orbeliani. No evento, condenou a divisão nacional, a "polarização severa em todas as questões" que ela citou como causa da onda de emigração e a falta de unidade nacional diante dos conflitos separatistas. Ao mesmo tempo, a presidente se recusou publicamente a indultar Saakashvili, a respeitar a memória da mãe de Sandro Girgvliani, Irina Enukidze, bem como a daqueles que morreram durante sua presidência devido a ações do governo. A presidente descreveu o processo como um "projeto georgiano" sem a intervenção de ajuda estrangeira, em forte contraste com as tentativas ocidentais anteriores de negociar o fim da crise política. Igualmente, tentou enquadrar uma nova análise da história pós-soviética da Geórgia como parte do processo. O Processo do Acordo Nacional foi descrito como "não estruturado", enquanto a presidente afirmou que a primeira etapa do processo seria de escuta: ela se encontrou com dezenas de figuras políticas representando vários partidos políticos e líderes da sociedade civil nas primeiras semanas do processo, incluindo um encontro com líderes religiosos de mais de uma dezena de confissões. A primeira audiência do Processo do Acordo Nacional foi realizada em 17 de fevereiro de 2022 no Palácio Orbeliani.
Nika Melia, do Movimento Nacional Unido, recusou-se a participar da recepção de 16 de dezembro, mas apoiou o processo em 21 de dezembro, em um discurso anunciando uma greve de fome para exigir a libertação de Saakashvili. Este último também aplaudiu a iniciativa, mas mesmo assim apelou a grandes manifestações antigovernamentais. O presidente do Sonho Georgiano, Irakli Kobakhidze, falou da "justiça" como base para qualquer tentativa de reconciliação entre as forças políticas.
Embora Zourabichvili permanecesse contrária ao indulto de Saakashvili, ela usou, em dezembro de 2021, seu antecessor, Giorgi Margvelashvili, como mediador com Saakashvili, apesar de rejeitar uma proposta de Saakashvili para realizar uma "cúpula de três presidentes".